# Wetterzeube
Wetterzeube is een gemeente in de Duitse deelstaat Saksen-Anhalt, en maakt deel uit van de Landkreis Burgenlandkreis.
Wetterzeube telt 1.734 inwoners.

## Indeling gemeente
De volgende Ortsteile maken deel uit van de gemeente:

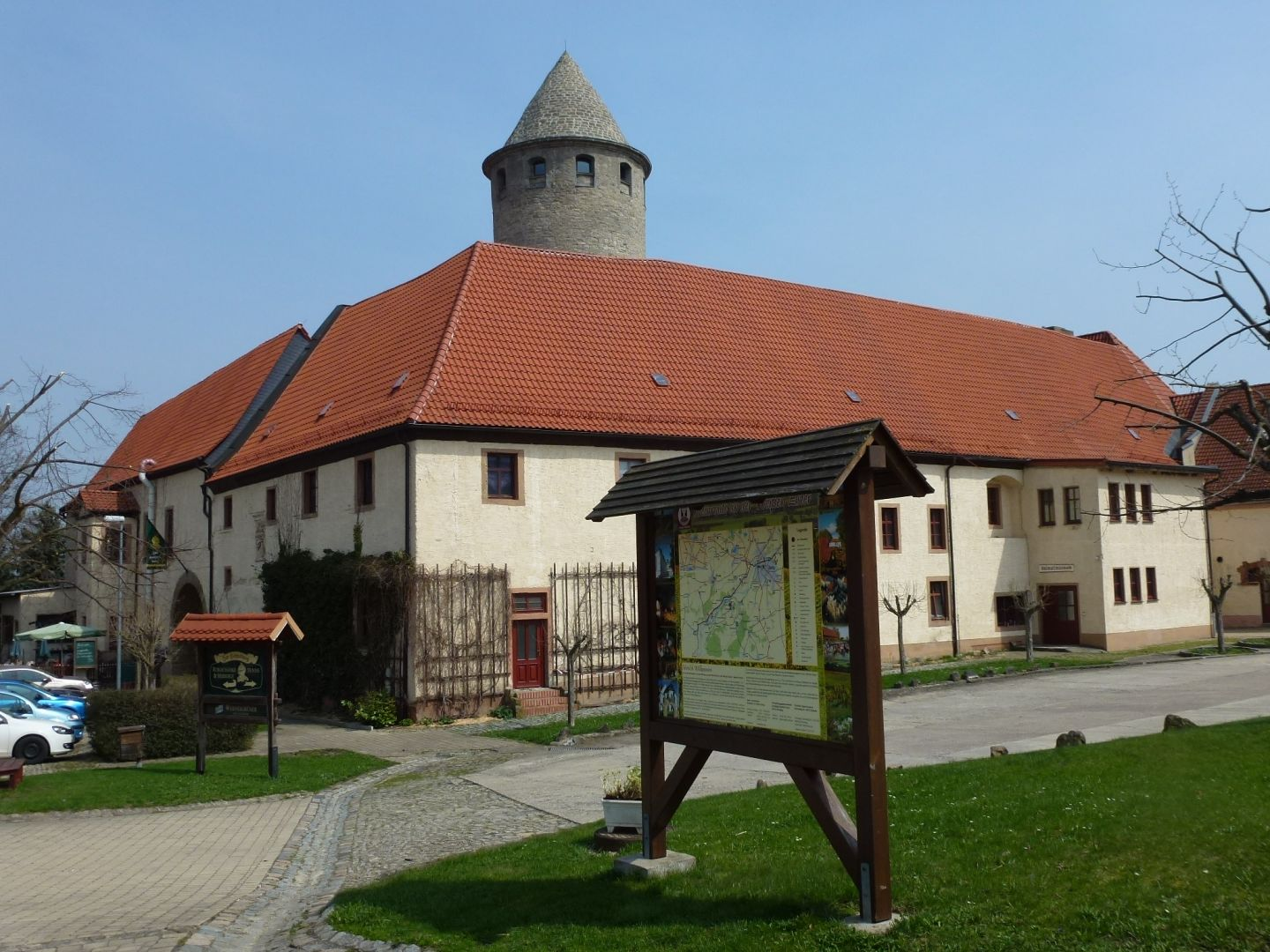
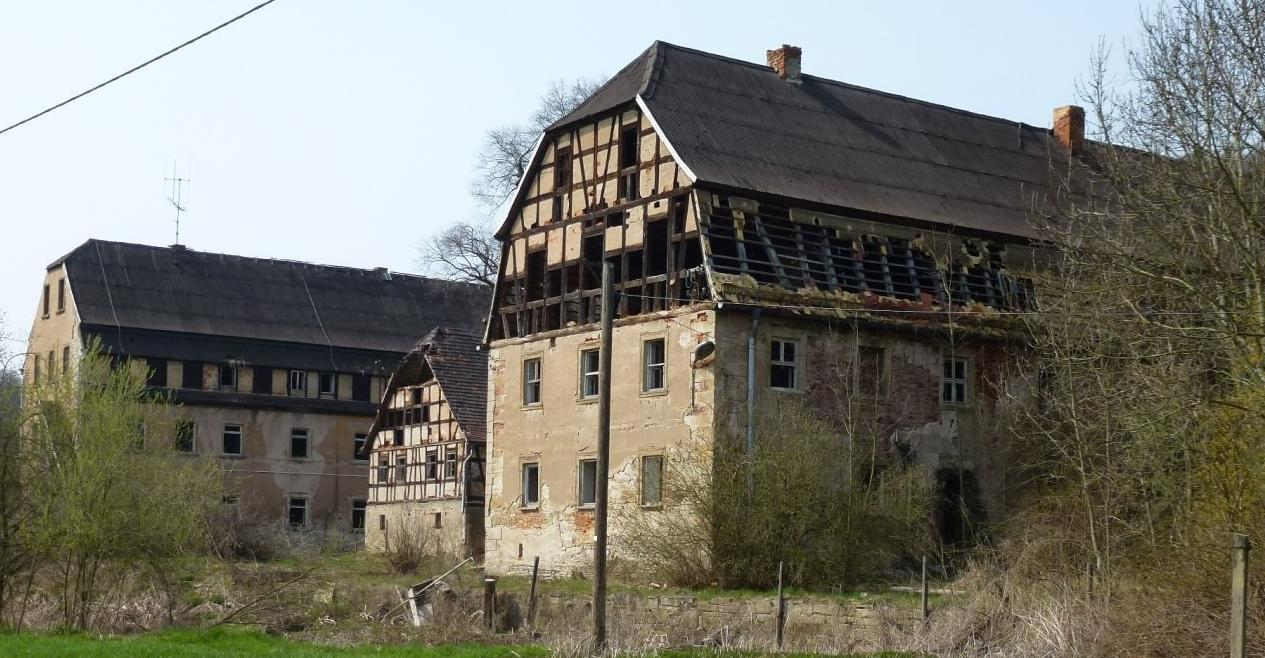
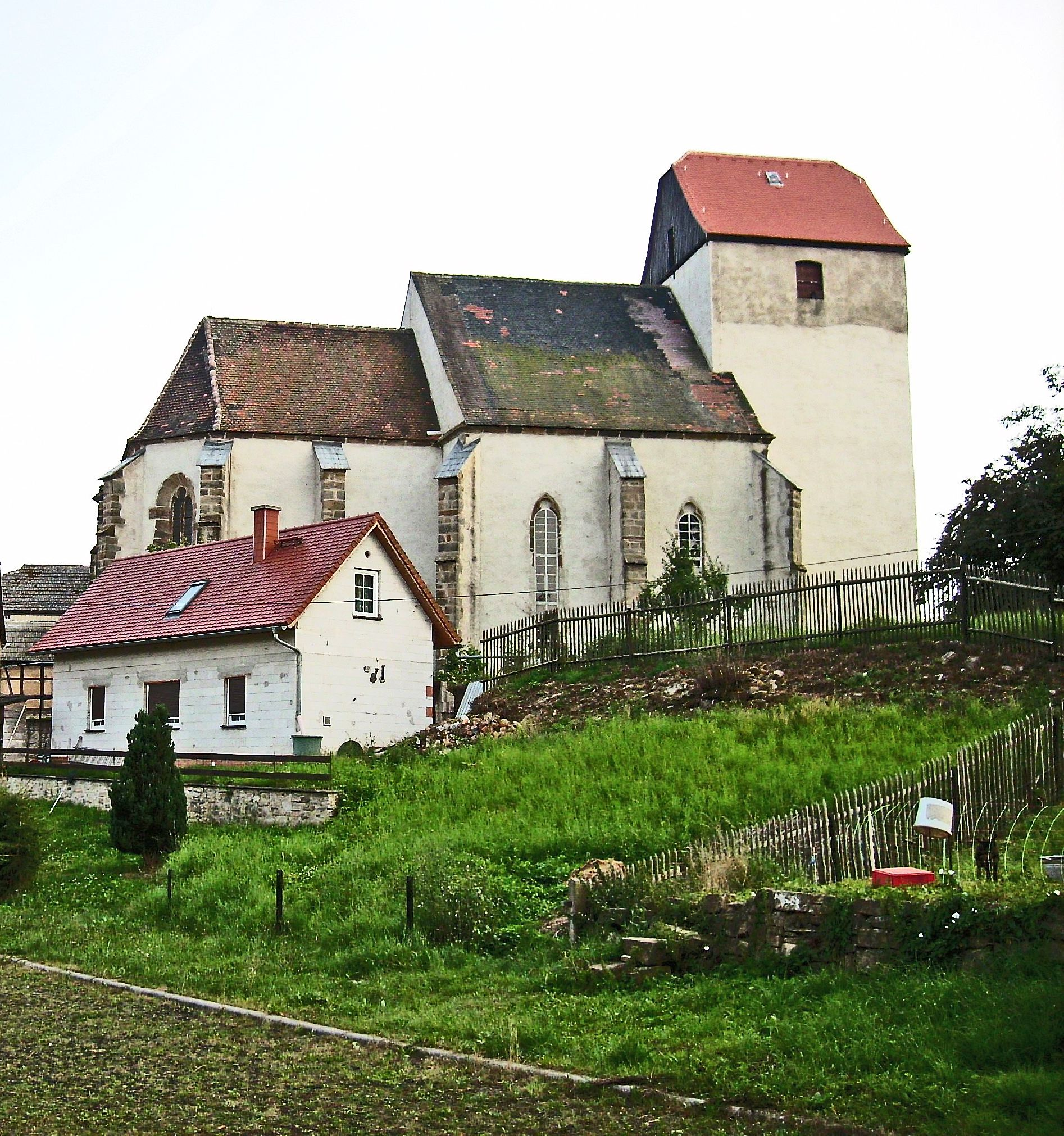
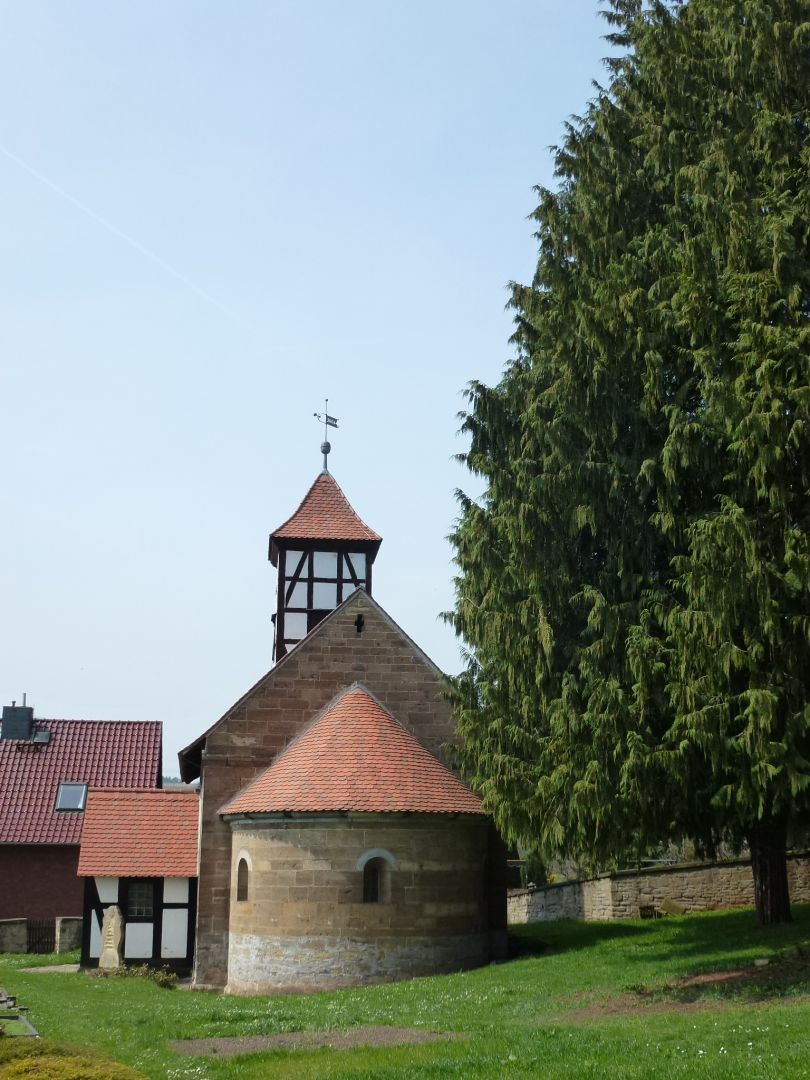
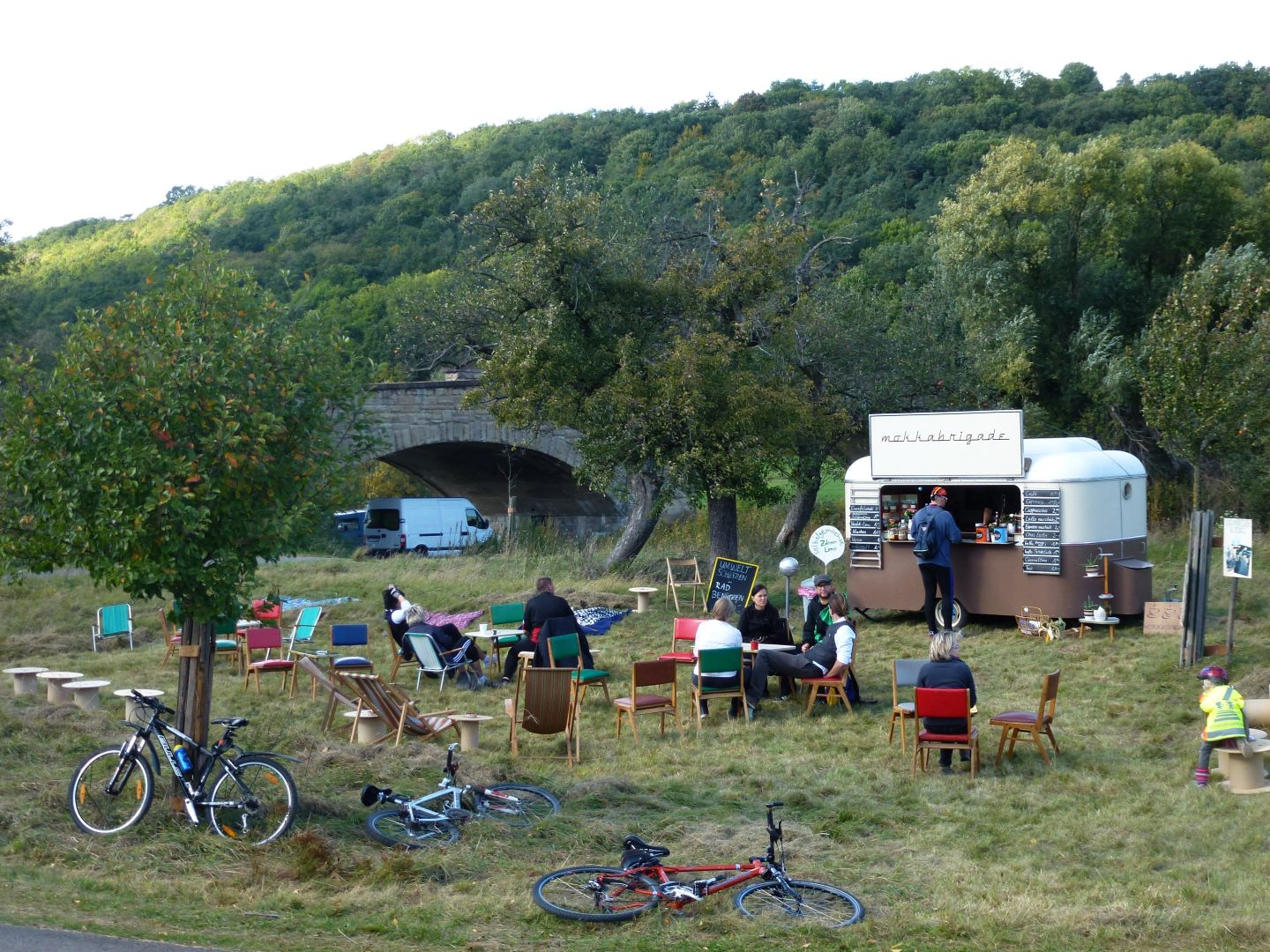
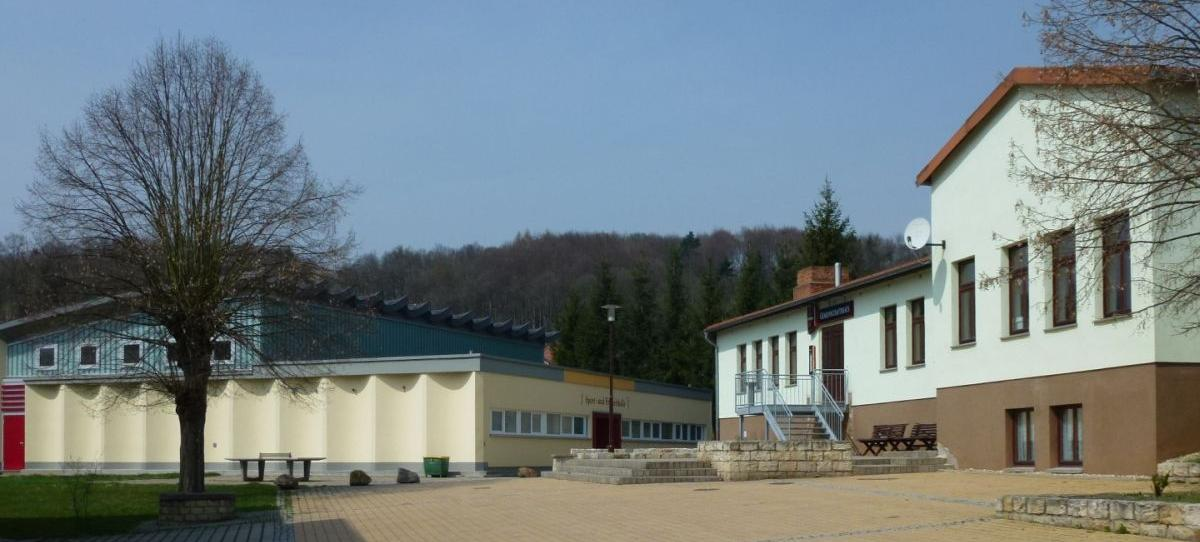
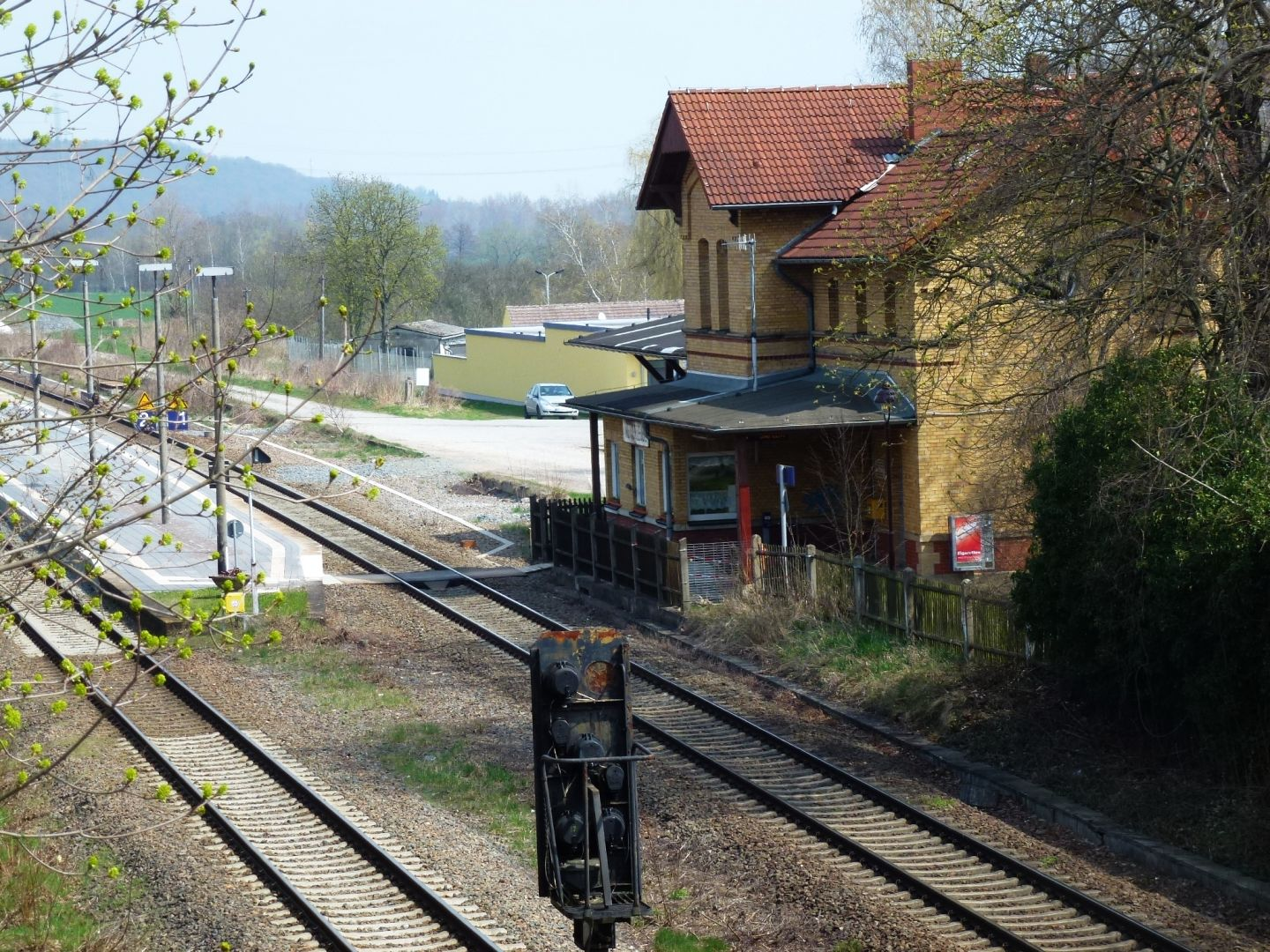

- Breitenbach
- Dietendorf
- Goßra
- Haynsburg
- Katersdobersdorf
- Kleinpötewitz
- Koßweda
- Obersiedel
- Pötewitz
- Raba
- Rossendorf
- Sautzschen
- Schkauditz
- Schleckweda
- Schlottweh
- Trebnitz

An der Poststraße · 
Bad Bibra · 
Balgstädt · 
Droyßig · 
Eckartsberga · 
Elsteraue · 
Finne · 
Finneland · 
Freyburg · 
Gleina · 
Goseck · 
Gutenborn · 
Hohenmölsen · 
Kaiserpfalz · 
Karsdorf · 
Kretzschau · 
Lanitz-Hassel-Tal · 
Laucha an der Unstrut · 
Lützen · 
Meineweh · 
Mertendorf · 
Molauer Land · 
Naumburg · 
Nebra · 
Osterfeld · 
Schnaudertal · 
Schönburg · 
Stößen · 
Teuchern · 
Weißenfels · 
Wethau · 
Wetterzeube · 
Zeitz